# Трештеница Доња
Трештеница Доња је насељено мјесто у Босни и Херцеговини у општини Бановићи које административно припада Федерацији Босне и Херцеговине. Према попису становништва из 1991. у насељу је живјело 905 становника.

## Становништво
| Националност       | 1991. | 1981. | 1971. | 1961. |
| Муслимани          | 885   | 804   | 780   |       |
| Срби               | 4     | 7     | 13    |       |
| Југословени        | 6     | 23    | 2     |       |
| Хрвати             |       |       | 2     |       |
| остали и непознато | 10    | 8     | 2     |       |
| Укупно             | 905   | 842   | 799   | '     |

| Демографија | Демографија | Демографија |
| Година      | Становника  | Становника  |
| ----------- | ----------- | ----------- |
| 1961.       | 649         |             |
| 1971.       | 799         |             |
| 1981.       | 842         |             |
| 1991.       | 905         |             |